# Confronto no Morro dos Macacos em 2021
O confronto no Morro dos Macacos em 2021 foi um suposto confronto entre a Unidade de Polícia Pacificadora e traficantes em 6 de março de 2021, que resultou em cinco mortos. De acordo com o Laboratório de Dados sobre Violência Armada Fogo Cruzado, até então este foi o segundo conflito mais sangrento do Rio no ano, perdendo para uma operação no Morro da Caixa D'Água, que deixou dez mortos e cinco feridos.

## Confronto
A Polícia Militar fez operações em série no Rio de Janeiro. As operações foram feitas a despeito da decisão do Supremo Tribunal Federal (STF) de manter ações policiais apenas em casos excepcionais, devido à pandemia de COVID-19.
Em 6 de março de 2021, uma equipe da 5ª Unidade de Polícia Pacificadora (UPP) subiu o B13, no Morro dos Macacos, foi atacada por traficantes enquanto patrulhava o Terreirinho. Os policiais revidaram e encontraram cinco corpos após o cessar-fogo. Eles estavam com um fuzil, duas pistolas, duas granadas, drogas e dinheiro em espécie. Os moradores, porém, afirmam que a polícia já chegou atirando.

## Vítimas
As cinco vítimas do dia 6 foram levadas ao  Hospital Federal do Andaraí. De acordo com a comunidade, dois dos mortos não tinham relação com o tráfico de drogas. De acordo com a família, Valmir Pereira Candido era um montador de andaime que trabalhava na Refinaria de Duque de Caxias, da Petrobras. Já Iago dos Santos era eletricista, e não possuia antecedentes criminais.

## Consequências
Circulou nas redes sociais vídeos dos policiais colocando os corpos dentro da viatura. De acordo com testemunhas, os policiais não preservaram a cena do crime. A irmã de Valmir protestou contra a ação, pedindo a prisão dos policiais. De acordo com testemunhas, elas foram impedidas de socorrer Valmir quando ele foi baleado e os policiais não preservaram a cena do crime para apurações. Os moradores protestaram no dia 8 contra as mortes.